# کندخوانی
کُندخوانی، کاهش عمدی سرعت خواندن به‌منظور افزایش فهم یا لذت است. این مفهوم ظاهراً در مطالعهٔ فلسفه یا ادبیات به عنوان فنی برای فهم کامل‌تر و درک متون پیچیده است. اخیراً در نتیجهٔ جنبش کُند و توجه آن بر کاستن از سرعت زندگی مدرن، علاقه ی زیادی به کندخوانی مشاهده شده است.

## علل کندخوانی

### رفتار فردی
گاهی اوقات، افراد ذاتا کند هستند. این دسته در همه کارهایی که در طول روز انجام می دهند به کندی عمل میکنند و این کندی در رفتارهای روزمره، باعث کند شدن در سرعت مطالعه نیز می‌گردد. اگر با افرای روبرو می شوید که در رفتار خود به کندی عمل میکنند، می توانید با تشویق آنها به انجام سریع تر کارهای روزمره، این مشکل را تا حد زیادی برطرف کنید

### اهمیت دادن به دقت بالا
بسیاری دیگر از نوجوانان و حتی بزرگسالان، به خاطر آنکه تمایل دارند کار خود را با دقت زیادی انجام دهند یا کتاب را با دقت زیادی بخوانند، دچار کندخوانی می شوند. این دسته از افراد، فکر میکنند که هر چه کتاب را آهسته تر بخوانند، پس آن را دقیق تر خوانده اند. قطعا برخی از کتابها نیازمند دقت بیشتری هستند و این دقت زیاد باعث نیاز به صرف زمان بیشتری است. این گونه روش مطالعه در بین روش‌های مطالعه به دقیق خوانی یا مطالعه دقیق عنوان گذاری می شود. در مطالعه دقیق که مربوط به متونی است که نیازمند فکر و تامل بیشتری است، سرعت مطالعه به کمتر از ۱۰۰ کلمه در دقیقه کاهش پیدا می کند.

### ناآشنا بودن به متن
ممکن است برخی سرعت مطالعه پایینی داشته باشند و ریشته این امر می تواند در ناآشنا بودن به محتوای علمی کتاب باشد. این مسئله بسیار رایج است و بیشتر دانش آموزان و دانش جویان ترجیح می‌دهند برای کتابهای سخت به یک آموزگار مراجعه کنند و آن را در کلاس یاد بگیرند تا بتوانند کتاب را راحت تر بخوانند.
مطالعه برای یادگیری
زمانی که مطالعه برای یادگیری باشد، خواه ناخواه سرعت مطالعه پایین آمده و کندخوانی شکل میگیرد. زمانی که مطالعه برای یادگیری باشد، سرعت مطالعه بین ۱۰۰ تا ۲۰۰ کلمه در دقیقه خواهد بود و افراد نیاز به صرف زمان مطلوب هستند.

### نیاز به فکر کردن
برخی از کتابها هستند که به اندیشه یا تخیل وابسته اند. تفکر کردن را نمیتوان از کتاب خواندن جدا کرد منتها بعضی از متنها نیاز به فکر بیشتر هستند و برخی نیازمند فکر کمتر یا بعبارتی بعضی اوقات فهمیدن یک جمله نیازمند ان است که ان جمله را در کنار ده جمله دیگر از کتاب معنا کنیم. در این صورت فکر کردن باعث مکث بین خواندن میشود. تند فکر کردن یا Speed thinking یک مهارت است که به این مشکل می پردازد.